# 4147 Lennon
4147 Lennon eller 1983 AY är en asteroid i huvudbältet som upptäcktes den 12 januari 1983 av den amerikanske astronomen Brian A. Skiff vid Anderson Mesa Station. Den är uppkallad efter Beatles medlemmen John Lennon.
Asteroiden har en diameter på ungefär 5 kilometer och den tillhör asteroidgruppen Vesta.